# الکساندر فریک
دکتر الکساندر فریک (انگلیسی: Alexander Frick؛ ۱۸ فوریهٔ ۱۹۱۰ – ۳۱ اکتبر ۱۹۹۱) سیاست‌مدار اهل لیختن‌اشتاین بود. او از سپتامبر ۱۹۴۵ تا ژوئیه ۱۹۶۲ نخست‌وزیر لیختن‌اشتاین بود.